# 爭取民主運動 (希臘)
爭取民主運動（羅馬化：Kínima Dimokratías）是希腊的一个政党，由前激进左翼联盟—进步联盟领袖斯泰法诺斯·卡斯塞拉基斯於2024年11月23日在激进左翼联盟—进步联盟特别代表大会拒绝批准其参加2024年激进左翼联盟—进步联盟领袖选举後成立。爭取民主運動的成立宣言由5名独立议员（前激进左翼联盟—进步联盟議會黨團成员）等人签署。

## 歷史

### 激进左翼联盟—进步联盟与卡斯塞拉基斯
亞歷克西斯·齊普拉斯因激进左翼联盟—进步联盟在2023年5月與6月的國會選舉表現令人失望而辭去领袖的職務。斯泰法诺斯·卡斯塞拉基斯作為局外人在此後舉行的领袖选举中当选领袖並接替齐普拉斯。卡斯塞拉基斯着手将激进左翼联盟—进步联盟拉向中间路线，然而此举在激进左翼联盟—进步联盟党内引发争议，导致多位激进左翼联盟—进步联盟党員脫党並分裂出新左翼等新政黨。
激进左翼联盟—进步联盟党中央委员会的主要成员此後以“独裁行为”为由成功罢免卡斯塞拉基斯的领袖职位。卡斯塞拉基斯曾试图参加新一屆黨魁選舉，但被禁止参选。

### 新政黨
卡斯塞拉基斯在被激进左翼联盟—进步联盟开除黨籍後宣佈成立全新的政治倡议组织。该组织最初未有名字，在後來經由公开投票决定其名称。2024年11月23日，卡斯塞拉基斯宣布该党的名称为“爭取民主運動”。
2025年4月，爭取民主運動正式确定其内部架构，以为同月舉行的选举作准备。爭取民主運動亦表达了加入歐洲民主黨的意愿。當月8日至9日，爭取民主運動党内投票表决是否加入歐洲民主黨。同月10日，爭取民主運動正式加入歐洲民主黨。
同年5月，爭取民主運動举行主席选举。卡斯塞拉基斯雖然面临党友伊利亚斯·米哈拉科普洛斯（Ηλίας Μιχαλακόπουλος）的挑战，但仍以96.8%的得票率当选主席。

## 國會議員
爭取民主運動表示計劃於2025年組建正式的議會黨團。在此之前，爭取民主運動的党员與附屬党员在國會中将以無黨籍身份活動。
現無黨籍的前激进左翼联盟—进步联盟黨籍國會議員埃夫阿恩盖洛斯·阿波斯托拉基斯一直與爭取民主運動有聯繫，但尚未正式加入爭取民主運動。
| 姓名                      | 選區        | 此前黨籍              | 加入日期      | 備註       | 參考資料 |
| ------------------------- | ----------- | --------------------- | ------------- | ---------- | -------- |
| 拉尔利亚·赫丽斯蒂祖       | 雅典B3      | 激进左翼联盟—进步联盟 | 2024年9月23日 | 不適用     | [ 4 ]    |
| 伊奥塔·普卢               | 维奥蒂亚    | 激进左翼联盟—进步联盟 | 2024年9月23日 | 不適用     | [ 4 ]    |
| 亚历山德罗斯·阿夫洛尼蒂斯 | 克基拉島    | 激进左翼联盟—进步联盟 | 2024年9月23日 | 不適用     | [ 4 ]    |
| 塞奥佐拉·察克莉           | 培拉        | 激进左翼联盟—进步联盟 | 2024年9月23日 | 不適用     | [ 4 ]    |
| 基里亚基·玛拉玛           | 哈尔基季基  | 激进左翼联盟—进步联盟 | 2024年9月23日 | 不適用     | [ 4 ]    |
| 米哈利斯·库尔扎基斯       | 塞萨洛尼基A | 自由路线              | 2025年1月28日 | 新闻发言人 | [ 15 ]   |

1. ↑  米哈利斯·库尔扎基斯於2025年1月30日一度因其對《普雷斯帕協議》的立场而试图退党並辭去党内职务，但被卡斯塞拉基斯拒绝請辭。[13][14]